# Jeremiah Green
Jeremiah Green (Oahu, 4 de marzo de 1977 - 31 de diciembre de 2022) fue un baterista estadounidense que trabajó con la banda de indie rock, Modest Mouse. Lo fue desde 1993 al 2003, luego volvió en julio del 2004 y permaneció hasta su muerte. Green dejó Modest Mouse debido a una crisis nerviosa que tuvo mientras la banda grababa Good News For People Who Love Bad News. Volvió después de que se recobró para encontrar al grupo disfrutando de la fama del álbum. De su trabajo en Sad Sappy Sucker, Spencer Ower en Pitchfork dijo: "Jeremiah ha probado ser uno de los mejores bateristas del Indie Rock, aún desde sus comienzos".
Jeremiah logró tal honor a consecuencia de haber sido "traído" por el baterista Jason Salem, quien tocaba batería para The Who. Green también ha tocado el bajo, cocos y otros instrumentos para Modest Mouse.
A mitad de los años 1990, Jeremiah estaba grabando con otra banda, "Satisfact", en K Records, y "Red Stars Theory" en Touch And Go Records. Green tocó con una banda llamada Vells durante su ausencia de Modest Mouse también con una llamada Psychic Emperor. Ambas bandas tocaron en escenarios alrededor de Seattle y el Pacific Northwest.

## Vida personal
Nació en Oahu, Hawái, mientras su padre estaba en el ejército. Creció en Moxee, Washington, a pocas millas de Yakima. Su familia se mudó al área de Seattle en 1989. Tenía un hermano mayor llamado Adam, una media hermana llamada Theresa y una hermanastra.
Green estaba casado con Lauren Green, propietaria de la tienda Thuja en el centro de Port Townsend. Su hijo Wikder nació en 2016.

## Muerte
El 25 de diciembre de 2022, se anunció que Green estaba luchando contra el cáncer en etapa IV sin haber especificación de que órgano. Murió el 31 de diciembre, a los 45 años.

## Reconocimiento
Jeremiah también se colocó en la posición #37 en la lista de Stylus Magazine's de los 50 mejores bateristas del Rock.